# طريق رقم 3 (العراق)
الطريق الخارجي رقم 3 هو طريق سريع يمتد من بغداد إلى بعقوبة. وبعد ذلك يمتد مرة أخرى من أربيل إلى بيرانشهر في إيران إلى الطريق الإيراني رقم 26.